# No Fashion Records
La No Fashion Records è stata una casa discografica svedese di metal estremo, ha prodotto principalmente band svedesi dal Thrash Metal, Death Metal e Black Metal.

## Lista di band prodotte
- NFR001 - Bestial Summoning - "The Dark War Has Begun"
- NFR002 - Fester - "The Winter Of Sin"
- NFR003 - Marduk - "Dark Endless"
- NFR004 - Unanimated - "In The Forest Of The Dreaming Dead"
- NFR005 - Katatonia - "Dance Of December Souls"
- NFR006 - Dissection - "The Somberlain"
- NFR007 - Merciless - "Unbound"
- NFR008 - Throne Of Ahaz - "Nifelheim"
- NFR009 - Unanimated - "Ancient God Of Evil"
- NFR010 - Lord Belial - "Kiss The Goat"
- NFR011 - Dark Funeral - "The Secrets Of The Black Arts"
- NFR012 - Mörk Gryning - "Tusen År Har Gått"
- NFR013 - Decameron - "My Shadow..."
- NFR014 - Allegiance - Hymn Till Hangagud[1]
- NFR015 - Ablaze My Sorrow - "If Emotions Still Burn"
- NFR016 - Throne Of Ahaz - "On Twilight Enthroned"
- NFR017 - Vinterland - "Welcome My Last Chapter"
- NFR018 - The Moaning - "Blood From Stone"
- NFR019 - A Carnorous Quintet - "Silence Of The World Beyond"
- NFR020 - Lord Belial - "Enter The Moonlight Gate"
- NFR021 - Allegiance - Blodörnsoffer[1]
- NFR022 - Mörk Gryning - "Return Fire"
- NFR023 - Lobotomy - "Kill"
- NFR024 - Ophthalamia - "Dominion"
- NFR025 - Noctes - "Pandemonic Requiem"
- NFR026 - Ablaze My Sorrow - "The Plague"
- NFR027 - Dark Funeral - "Vobiscum Satanas"
- NFR028 - A Carnorous Quintet - "The Only Pure Hate"
- NFR029 - V/A - "In Conspiracy With Satan - A Tribute To Bathory"
- NFR030 - Vermin - "Millennium Ride"
- NFR031 - Allegiance - Vrede[1]
- NFR032 - Hypocrite - "Into The Halls Of The Blind"
- NFR033 - Lord Belial - "Unholy Crusade"
- NFR034 - Noctes - "Vexilla Regis Prodeunt Inferni"
- NFR035 - Insania - "World Of Ice"
- NFR036 - Lobotomy - "Born In Hell"
- NFR037
- NFR038 - Vassago - "Knights From Hell"
- NFR039 - Dark Funeral - "Teach Children To Worship Satan"
- NFR040 - Fester - "Silence"
- NFR041 - Misteltein - "Rape In Rapture"
- NFR042
- NFR043 - Wolf - "Wolf"
- NFR044 - The Storyteller - "The Storyteller"
- NFR045 - Dominion Caligula - "A New Era Rises"
- NFR046 - Vermin - "Filthy Fucking Vermin"
- NFR047 - Hypocrite - "Edge Of Existence"
- NFR048 - Lobotomy - "Holy Shit"
- NFR049
- NFR050 - Insania - "Sunrise In Riverland"
- NFR051 - Wyvern - "No Defiance Of Fate"
- NFR052 - Wolf - "Moonlight"
- NFR053 - Mörk Gryning - "Maelstrom Chaos"
- NFR054 - Misteltein - "Divine. Desecrate. Complete"
- NFR055 - Wolf - "Black Wings"
- NFR056 - The Storyteller - "Crossroad"
- NFR057 - Wolfen Society - "Conquer Divine"
- NFR058 - Lord Belial - "Angelgrinder"
- NFR059 - Ablaze My Sorrow - "Anger, Hate And Fury"
- NFR060 - Insania - "Fantasy (A New Dimension)"
- NFR061 - Lithium - "Cold"
- NFR062 - Mörk Gryning - "Pieces Of Primal Expressionism"
- NFR063 - Wolf - "Evil Star"
- NFR064
- NFR065
- NFR066 - Dark Funeral - "Diabolis Interium"